# Diego Simeone
Diego Pablo Simeone (n. 28 aprilie 1970, Buenos Aires, Argentina) este un fost fotbalist argentinian devenit acum antrenor. Fiind mijlocaș defensiv a fost cel mai selecționat jucător din istoria naționalei Argentinei la un moment dat. Este tatăl fotbalistului Giovanni Simeone, actualmente  (2018) jucător la clubul ACF Fiorentina, Argentina.

## Meciuri internaționale
| Argentina | Argentina | Argentina |
| An        | Meciuri   | Goluri    |
| --------- | --------- | --------- |
| 1988      | 2         | 1         |
| 1989      | 3         | 0         |
| 1990      | 1         | 0         |
| 1991      | 9         | 2         |
| 1992      | 3         | 1         |
| 1993      | 13        | 1         |
| 1994      | 10        | 0         |
| 1995      | 8         | 2         |
| 1996      | 6         | 2         |
| 1997      | 9         | 1         |
| 1998      | 12        | 0         |
| 1999      | 11        | 1         |
| 2000      | 11        | 0         |
| 2001      | 6         | 0         |
| 2002      | 2         | 0         |
| Total     | 106       | 11        |

### Antrenorat
La 26 ianuarie 2019.
| Echipa          | Țara      | Început           | Sfârșit        | Rezultate | Rezultate | Rezultate | Rezultate | Rezultate |
| Echipa          | Țara      | Început           | Sfârșit        | M         | V         | E         | Î         | Win %     |
| --------------- | --------- | ----------------- | -------------- | --------- | --------- | --------- | --------- | --------- |
| Racing          | Argentina | Februarie 2006    | Mai 2006       | 14        | 5         | 3         | 6         | 35,71     |
| Estudiantes     | Argentina | Mai 2006          | Decembrie 2007 | 60        | 34        | 15        | 11        | 56,67     |
| River Plate     | Argentina | Decembrie 2007    | Noiembrie 2008 | 44        | 20        | 12        | 12        | 45,45     |
| San Lorenzo     | Argentina | Aprilie 2009      | Aprilie 2010   | 48        | 21        | 9         | 18        | 43,75     |
| Catania         | Italia    | 19 ianuarie 2011  | 1 iunie 2011   | 18        | 7         | 3         | 8         | 38,89     |
| Racing          | Argentina | 21 iunie 2011     | Decembrie 2011 | 20        | 8         | 10        | 2         | 40        |
| Atlético Madrid | Spania    | 23 decembrie 2011 | prezent        | 410       | 252       | 93        | 65        | 61,46     |
| Total           | Total     | Total             | Total          | 617       | 348       | 146       | 123       | 56,4      |

## Palmares

### Argentina
- Câștigător al Copa América în 1991
- Câștigător al Copa América în 1993
- Finalist la Jocurile Olimpice de vară din 1996

### Atlético Madrid
- La Liga în 1996
- Câștigător al La Liga în 1996

### Inter Milan
- Câștigător al Cupa UEFA în 1998

### Lazio Roma
- Câștigător al Supercupa Europei în 1999
- Serie A în 2000
- Câștigător al Cupa Italiei în 2000
- Câștigător al Supercupa Italiei în 2000